# Kreditsachbearbeitung
Kreditsachbearbeitung (oder Kreditbearbeitung) ist insbesondere in der Aufbauorganisation des Bank-, Bausparkassen- und Versicherungswesens eine Abteilung, die das Kreditservicing im Kreditgeschäft durchführt. 

## Allgemeines
Funktional stellt die Kreditsachbearbeitung eine Unterart der Sachbearbeitung dar, die die Aufgaben der Bearbeitung von Krediten wahrnimmt. Die Kreditgewährung erfordert im Bank-, Bausparkassen- und Versicherungswesen einen komplexen Arbeitsprozess, dessen Arbeitsablauf eine besonders hohe Qualifikation der Mitarbeiter (Kreditsachbearbeiter) voraussetzt. Das im Arbeitsprozess erstellte Produkt des Kredits ist für die Kreditgeber mit einem Kreditrisiko verbunden, das zu den bedeutendsten Risiken des Bankwesens gehört und deshalb durch die Kreditbearbeitung und die Kreditanalyse ermittelt und minimiert werden muss. Das Bankenaufsichtsrecht befasst sich daher intensiv mit Fragen der Kreditbearbeitung.

## Phasen der Kreditbearbeitung
In arbeitsteiligen Unternehmen übernehmen eigenständige Abteilungen Aufgaben wie Finanzbuchhaltung oder Meldewesen, so dass sich der Prozess des Kreditmanagements in die Teilsektoren Kreditprüfung, Kreditstrukturierung, Kreditbewilligung und Kreditüberwachung unterteilen lässt.

### Kreditprüfung
Die Kreditsachbearbeitung beginnt im Neugeschäft mit dem Kreditantrag und den hiermit eingereichten Kreditunterlagen des Bankkunden. Dabei stehen der Kreditbearbeitung Arbeitsmittel wie Bankarchive, Kreditsoftware oder Handbücher zur Verfügung. Als Kreditsoftware dient im Rahmen des Application Service Providing (ASP) den Kreditsachbearbeitern eine spezifische Software (Application Service Provider). Der Inhalt des Kreditantrags wird von den Kreditinstituten im Rahmen der Kreditwürdigkeitsprüfung überprüft und mit eigenen Informationen plausibilisiert. Die Kreditanalyse hat die gesetzlich verlangten Risikoparameter Ausfallwahrscheinlichkeit, Ausfallkredithöhe und Ausfallverlustquote nach den gesetzlichen Vorgaben der Kapitaladäquanzverordnung zu ermitteln. Diese schlagen sich in einem Kreditscoring (Privatkunden) oder Rating (Firmenkunden) nieder. Die Kredithöhe und Kreditlaufzeit müssen vertretbare betriebswirtschaftliche Kennzahlen wie Verschuldungsgrad, Schuldendienstdeckungsgrad oder Zinslastquote (Schuldenkennzahlen) ergeben.

### Kreditstrukturierung
Im Hinblick auf das Finanzierungsrisiko untersucht die Kreditstrukturierung, ob die vom Kunden gewünschte Kreditart das richtige Finanzierungsinstrument darstellt und ob der vorgeschlagene Eigenkapitalanteil ausreichend ist. Zudem ist zu prüfen, ob die Kredithöhe vom Kunden nicht zu hoch oder zu niedrig angesetzt wurde. Schließlich muss der Verwendungszweck klar definiert sein, damit unerwünschte Fehlleitungen bei der Kreditauszahlung vermieden werden. Wird der Kredit bei der Beleihung an einem Beleihungsobjekt ausgerichtet, muss dieses den Anforderungen an Kreditsicherheiten genügen und eine angemessene Sicherstellung gewährleisten.

### Kreditbewilligung
Die gesammelten Informationen werden im weiteren Arbeitsablauf („Kreditprozess“) zu einer standardisierten Kreditvorlage verdichtet, die dem Entscheidungsträger für dessen Kreditentscheidung dient. Fällt die Entscheidung positiv aus, so setzt die Kreditbearbeitung die wesentlichen Entscheidungsergebnisse in einen Kreditvertrag um, der aus mehr oder weniger umfassenden Textbausteinen zusammengesetzt wird. Er enthält auf der Grundlage des Kreditantrags die Kreditbedingungen (Covenants) und Auszahlungsvoraussetzungen, die der Kreditnehmer zu erfüllen hat. Die Kreditweiterbearbeitung hat die Aufgabe, die Einhaltung der vertraglichen Vereinbarungen durch den Kreditnehmer zu überwachen. Bei zweckgebundenen Kreditvergaben ist zu kontrollieren, ob die ausgezahlten Kreditmittel der vereinbarten Verwendung zugeführt wurden (Kreditverwendungskontrolle). Bei finanziellen Fördermitteln besitzt die Kreditverwendungskontrolle höchste Priorität.

### Kreditüberwachung
Die Kreditüberwachung hat die Aufgabe, nach Kreditauszahlung die Bonität des Kreditnehmers und die Wertentwicklung vorhandener Kreditsicherheiten durch Sicherheitenbewertung permanent während der Kreditlaufzeit zu überwachen. Diese Überprüfung der Risikoeinstufung ist jährlich durchzuführen (BTO 1.2 Nr. 6).

## Bankenaufsichtsrecht
Grundlage organisatorischer Vorgaben für Kreditinstitute im Kreditgeschäft bilden die Mindestanforderungen an das Risikomanagement (BA) vom Dezember 2012. Maßgeblicher Grundsatz für die Ausgestaltung der Prozesse im Kreditgeschäft ist hiernach die klare aufbauorganisatorische Funktionstrennung der Bereiche Markt (Kundenbetreuung/Vertrieb) und Marktfolge (Kreditbearbeitung, Kreditanalyse und Kreditabwicklung) bis einschließlich der Ebene der Geschäftsleitung (BTO 1.1 Nr. 1). Diese Trennung erfordert eine Kreditentscheidung, die aus zwei zustimmenden Voten der Bereiche Markt und Marktfolge besteht. Für Kreditentscheidungen, die unter Risikogesichtspunkten als nicht wesentlich einzustufen sind (Mengengeschäft), kann das Institut bestimmen, dass nur ein Votum erforderlich ist („nicht-risikorelevante Kreditgeschäfte“; BTO 1.1 Nr. 4). In der Kreditbearbeitung können Kreditinstitute organisatorisch deshalb zwischen dem standardisierbaren Mengengeschäft im Privatkundenbereich und der weniger standardisierbaren Unternehmensfinanzierung trennen. Das Mengengeschäft (insbesondere Dispositionskredite, Konsumkredite und Immobilienfinanzierungen) weist bei der Kreditbearbeitung einen hohen Standardisierungsgrad auf, während die Unternehmensfinanzierung (Investitionskredite, Kontokorrentkredite, Roll-over-Kredite, Revolvierende Kredite oder Stand-by-Kredite) von hoher Individualität geprägt ist.  
Nach BTO 1.2 Nr. 1 hat das Kreditinstitut Prozesse für die Kreditbearbeitung (Kreditgewährung und Kreditweiterbearbeitung), die Kreditbearbeitungskontrolle, die Intensivbetreuung, die Problemkreditbearbeitung und die Risikovorsorge einzurichten. Die Verantwortung für deren Entwicklung und Qualität muss außerhalb des Bereichs Markt angesiedelt sein. Das Institut hat nach BTO 1.2 Nr. 2 Bearbeitungsgrundsätze für die Prozesse im Kreditgeschäft zu formulieren, die in geeigneter Weise zu differenzieren sind. Das geschieht meist durch Arbeitsanweisungen. Das Institut hat gemäß BTO 1.2 Nr. 10 standardisierte Kreditvorlagen zu verwenden, soweit dies in Anbetracht der jeweiligen Geschäftsarten möglich und zweckmäßig ist, wobei die Ausgestaltung der Kreditvorlagen von Art, Umfang, Komplexität und Risikogehalt der Kreditgeschäfte abhängt. 
Im Rahmen der Kreditweiterbearbeitung ist nach BTO 1.2.2 Nr. 1 zu überwachen, ob die vertraglichen Vereinbarungen vom Kreditnehmer eingehalten werden. Bei zweckgebundenen Kreditvergaben ist zu kontrollieren, ob die valutierten Mittel der vereinbarten Verwendung zukommen (Kreditverwendungskontrolle).

## Kreditfabrik
In der Kreditwirtschaft besteht eine Tendenz, die Kreditbearbeitung und/oder -entscheidung nicht mehr selbst durchzuführen, sondern diese durch Outsourcing auf so genannte „Kreditfabriken“ auszulagern, die für mehrere Institute tätig sein können. Dadurch verringert sich die Fertigungstiefe bei den auslagernden Instituten. Neben bereits am Markt tätigen Unternehmen planen weitere Institute die Gründung eigener Kreditfabriken. Die Auslagerung der Kreditbearbeitung auf eine Kreditfabrik ist in den Grenzen des § 25b Abs. 1 KWG grundsätzlich möglich. Voraussetzung hiernach ist, dass angemessene Vorkehrungen zu treffen sind, um übermäßige zusätzliche Risiken zu vermeiden. Eine Auslagerung darf weder die Ordnungsmäßigkeit dieser Geschäfte und Dienstleistungen noch die Geschäftsorganisation im Sinne des § 25a Abs. 1 KWG beeinträchtigen. Ferner muss die Gesamtverantwortung der Geschäftsleiter des auslagernden Instituts erhalten bleiben und deren Steuerungs- und Kontrollmöglichkeiten dürfen hierdurch nicht beeinträchtigt werden. Werden neben der technischen Kreditabwicklung auch Entscheidungsbefugnisse vom auslagernden Institut auf die Kreditfabrik im Wege der Stellvertretung übertragen, sind vom auslagernden Institut genau vorherbestimmbare und nachprüfbare objektive Beurteilungs- und Ergebnisfindungskriterien hinsichtlich der Entscheidung vorzugeben, so dass dem Auslagerungsunternehmen insoweit keinerlei Beurteilungsspielraum verbleibt. Hierdurch wird sichergestellt, dass es sich bei der faktisch von der Kreditfabrik getroffenen Entscheidung rechtlich um eine solche des auslagernden Kreditinstituts handelt. Ziel der Auslagerung ist eine Senkung der Herstellungskosten (insbesondere Personalkosten) zwecks Verbesserung der Kreditmargen. Zudem kann es zu schnelleren Bearbeitungszeiten und kürzeren Kreditentscheidungen kommen. 
Die Kreditfabrik selbst ist ein Nichtbank-Unternehmen, in das Kreditinstitute die Kreditbearbeitung auslagern. Sie betreibt keine Bankgeschäfte, besitzt deshalb keine Banklizenz und trägt auch kein Kreditrisiko; dieses verbleibt in der Bankbilanz der auslagernden Kreditinstitute. Sie übernimmt im Interesse des auftraggebenden Instituts die Abwicklung des Kreditgeschäfts (Processing) von der Bearbeitung des Kreditantrags über die Kreditwürdigkeitsprüfung und Auszahlung bis zur Kreditverwaltung. Dabei übernimmt sie auch IT-Dienstleistungen, Risikomanagement und Risikocontrolling, bündelt Kredite zu Wertpapieren (Verbriefung zu Asset Backed Securities) und verkauft diese am Sekundärmarkt. Durch eine zunehmende Kreditmenge ist die Kreditfabrik imstande, Skaleneffekte zu heben.